# Kilian Jornet Burgada

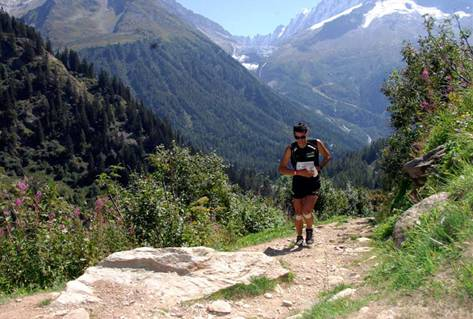
Kílian Jornet Burgada 2008

Kílian Jornet Burgada, född 27 oktober 1987, är en spansk ultramaratonlöpare och skidalpinist.
Burgada är trefaldig vinnare av Skyrunner World Series åren 2007-2009, han har även vunnit Western States Endurance Run. Den 11 juli 2013 satte han även hastighetsrekordet på bestigning av Mont Blanc till fots. På 4 timmar och 57 minuter tog han sig från Chamonix till toppen och tillbaka.